# Jezioro Okonie (Równina Gryficka)
Jezioro Okonie – jezioro na Równinie Gryfickiej, w granicach administracyjnych miasta Golczewo, w gminie Golczewo, w powiecie kamieńskim, w woj. zachodniopomorskim. Powierzchnia jeziora wynosi 51,31 ha, jego średnia głębokość – 1,0 m, a maksymalna głębokość – 1,8 m. Jest to płytkie jezioro rynnowe o wyrównanej linii brzegowej. Według typologii rybackiej – jezioro leszczowe.
Z jeziora wypływa rzeka Niemica, przyjmuje się jednak, iż rzeka ta bierze swój początek w pobliskim Jeziorze Szczuczym, z którym Jezioro Okonie jest połączone poprzez ciek wodny. 0,2 km na zachód od ujścia tego cieku do Jeziora Okoniego, na przesmyku z Jeziorem Szczuczym wczesnośredniowieczne grodzisko z podwójnymi wałami, z IX/XIII w. Kiedyś otoczone bagnami, obecnie słabo czytelne. 0,25 km na południowy wschód wieża dawnego Zamku Biskupów Kamieńskich.
Jezioro Okonie znajduje się w granicach administracyjnych miasta Golczewo – w jego zachodniej części. Leży ono w rynnie rzeki Niemicy pomiędzy Jeziorem Szczuczym, a jeziorem Samlino. 
Jezioro charakteryzuje się silną eutrofizacją i na przeważającej długości ma niedostępne brzegi. Strefie przybrzeżnej towarzyszy pas trzcin, a na brzegu rosną kępy drzew (olsza, wierzba, topola) i zarośli krzewiastych.
Na północy jeziora, za torami, zespół przyrodniczo-krajobrazowy "Las Samliński".
W południowej części jeziora ornitologiczny punkt widokowy.
Od południa i zachodu jezioro można obejść  Szlakiem Doliny Niemicy (1,5 km; całkowita długość szlaku 17,5 km, szlak okrężny, zaczyna się i kończy w Golczewie).
Nazwa Jezioro Okonie funkcjonuje od 1949 roku, kiedy to została zmieniona z poprzedniej niemieckiej nazwy Untersee.

## Źródła internetowe
- Mapa Golczewa z zaznaczonym jeziorem. [dostęp 2008-12-05]. (pol.).